# Josh Tyrell
Pour les articles homonymes, voir Tyrrell.
Pas d'image ? Cliquez ici

a Compétitions nationales et continentales officielles uniquement.

b Matchs officiels uniquement.
Dernière mise à jour le 9 février 2024.
Joshua « Josh » Tyrell, né le 16 octobre 1990 à Hamilton (Nouvelle-Zélande), est un joueur international samoan de rugby à XV évoluant aux postes de troisième ligne centre, troisième ligne aile ou de deuxième ligne.

## Carrière

### En club
Josh Tyrell commence sa carrière avec le club amateur des Hamilton Marist dans le championnat de la région de Waikato. En 2015, il est le capitaine de l'équipe qui remporte le championnat. 
En 2012, il fait partie du groupe élargi de la province de Waikato en NPC (championnat des provinces néo-zélandaises). Il fait ses débuts professionnels la saison suivante.
Après trois saisons, il rejoint North Harbour dans le même championnat, avec qui il évolue pendant deux saisons,.
En janvier 2018, il rejoint le club anglais des Doncaster Knights en RFU Championship.
En 2019, après deux saisons en Angleterre, il signe un contrat de deux saisons avec Oyonnax rugby en Pro D2. En avril 2021, alors qu'il qu'il est le meilleur du club, et demande à être libéré de son contrat pour des raisons personnelles, et quitte le club de façon immédiate,.
En juin 2021, il s'engage pour deux saisons au Biarritz olympique, récemment promu en Top 14,. 
À la fin de son contrat avec Biarritz, il signe à Provence Rugby pour un contrat de deux saisons.

### En équipe nationale
Josh Tyrell joue avec l'équipe des Samoa des moins de 20 ans lors du championnat du monde junior 2010.
Il est appelé pour la première fois avec l'équipe des Samoa en novembre 2017. Il obtient sa première cape internationale le 11 novembre 2017 à l’occasion d’un test-match contre l'équipe d'Écosse à Édimbourg.
En 2019, il est retenu par le sélectionneur Steve Jackson dans le groupe samoan pour disputer la Coupe du monde au Japon,. Il dispute quatre matchs lors de la compétition, contre la Russie, l'Écosse, le Japon et l'Irlande.

## Palmarès

### En équipe nationale
- 11 sélections avec les Samoa depuis 2017.
- 5 points (1 essai).

- Participation à la Coupe du monde 2019 (4 matchs).